# Maschinenfabrik Kappel
Die Maschinenfabrik Kappel war ein deutsches Unternehmen mit Sitz in Chemnitz-Kappel. Es stellte mit bis zu 1500 Mitarbeitern Maschinen für die Bekleidungs- und Holzindustrie, Motoren und Werkzeugmaschinen her. Ab 1914 bis zur Demontage wurden auch über 200.000 Schreibmaschinen produziert.

## Geschichte

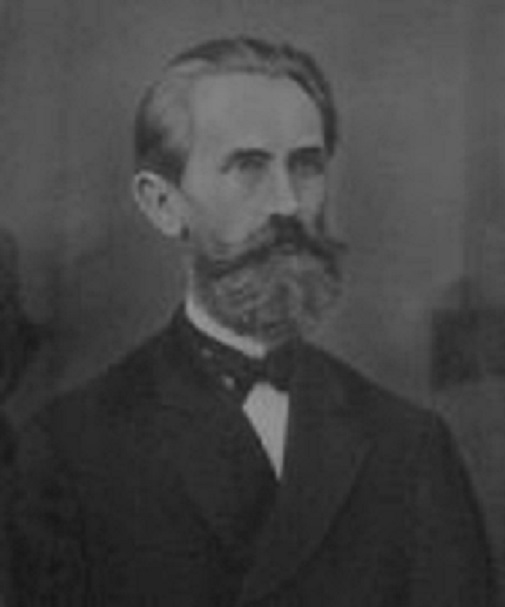
Albert Voigt, Unternehmensgründer

Das Unternehmen wurde ursprünglich 1860 in Kändler durch Fürchtegott Moritz Albert Voigt gegründet. 1867 wurde es nach Chemnitz-Kappel verlagert und firmierte ab 1870 als Sächsische Stickmaschinenfabrik. 1872 wurde die Rechtsform in eine Aktiengesellschaft umgewandelt, das Aktienkapital betrug 1,35 Millionen Mark. Am 15. November 1888 wurde die Firma in Maschinenfabrik Kappel AG geändert.
1931 musste das Unternehmen in Vergleich gehen, zum einen als Folge der Weltwirtschaftskrise, aber auch von unternehmerischen Fehlentscheidungen. Nachdem sowohl die Wanderer-Werke als auch die Astrawerke, beide ebenfalls in Chemnitz ansässig, ein Kaufangebot ablehnten, wurde 1932 auf Betreiben der Sächsischen Staatsbank als Auffanggesellschaft die Maschinenfabrik Kappel GmbH gegründet. In den Folgejahren sank die Belegschaft auf rund 200, bevor ab 1936 der Bau von Drehbänken als neues Geschäftsfeld hinzukam und in der Folge stark von Rüstungsaufträgen profitierte. Ab 1938 wurden die Geschäfte wieder durch die Aktiengesellschaft betrieben.

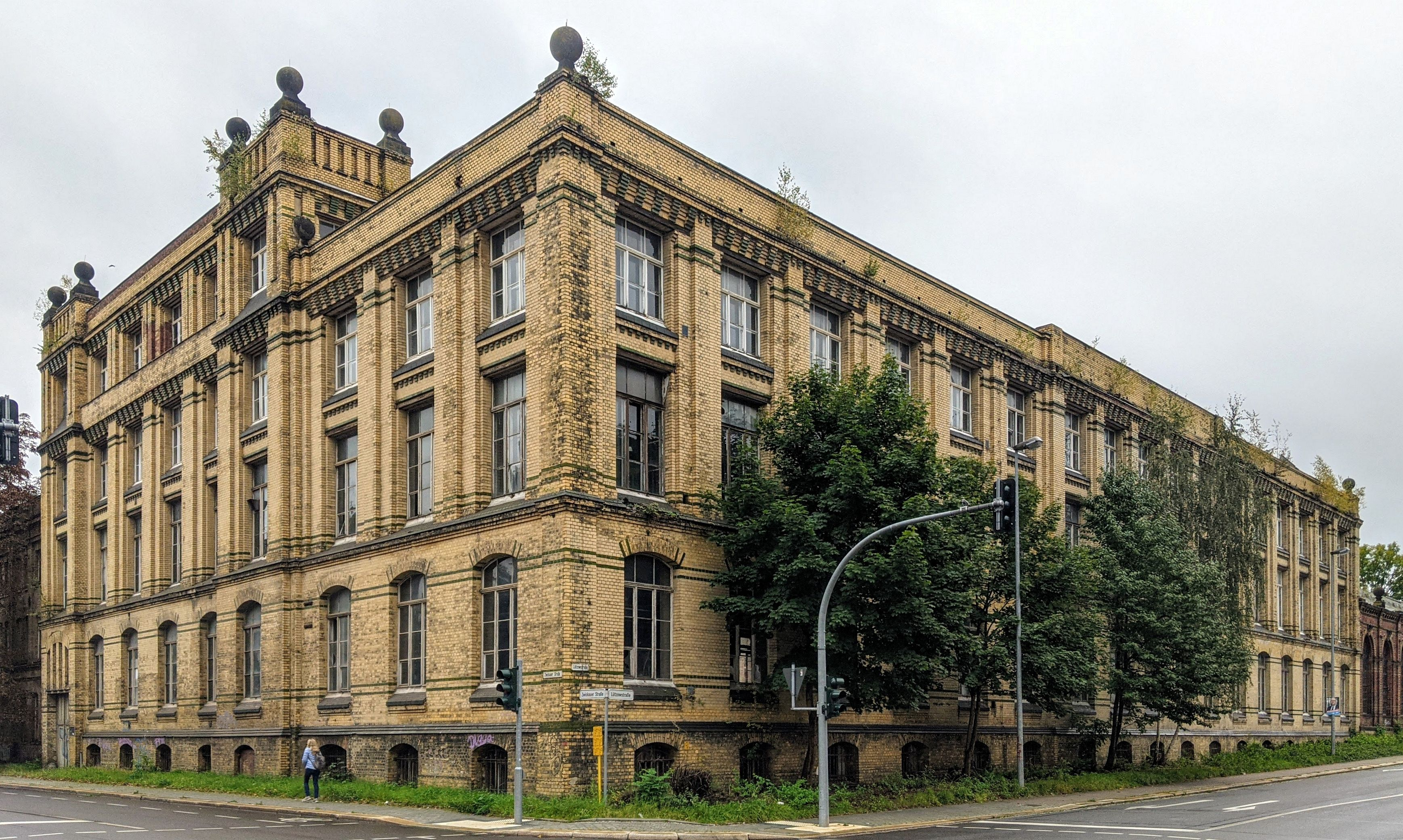
Ehemaliges Werksgebäude der Maschinenfabrik Kappel in Chemnitz, Zwickauer Straße (Oktober 2021)

Am Ende des Zweiten Weltkriegs wurden die Produktionsmaschinen als Reparation für die Sowjetunion demontiert und das Unternehmen 1946 enteignet. 1951 ging der Betrieb im VEB Schleifmaschinenbau auf.

## Produkte
Die Schwerpunkte des Angebots der Maschinenfabrik Kappel AG lagen anfangs bei Maschinen für die Bekleidungs- und Holzindustrie und Werkzeugmaschinen.
1886 konstruierte sie die erste deutsche Tüllmaschine und gründete zur Demonstration der Leistungsfähigkeit die Sächsische Tüllfabrik AG. Sie brach damit das britische Monopol für Tüll. Zu dieser Zeit entwickelte die Firma auch die Stickmaschine weiter. 
Die erste Schreibmaschine wurde von Otto Rössler und Bernhard Dost entwickelt und ab 1914 gebaut. Weiterentwicklungen dieser Büroschreibmaschine kamen 1921, 1937 und 1939 auf den Markt. Ab 1934 wurden auch Reiseschreibmaschinen angeboten, die jedoch durch die Olympia-Werke gefertigt wurden.
Während beider Weltkriege wurden auch Rüstungsgüter produziert.

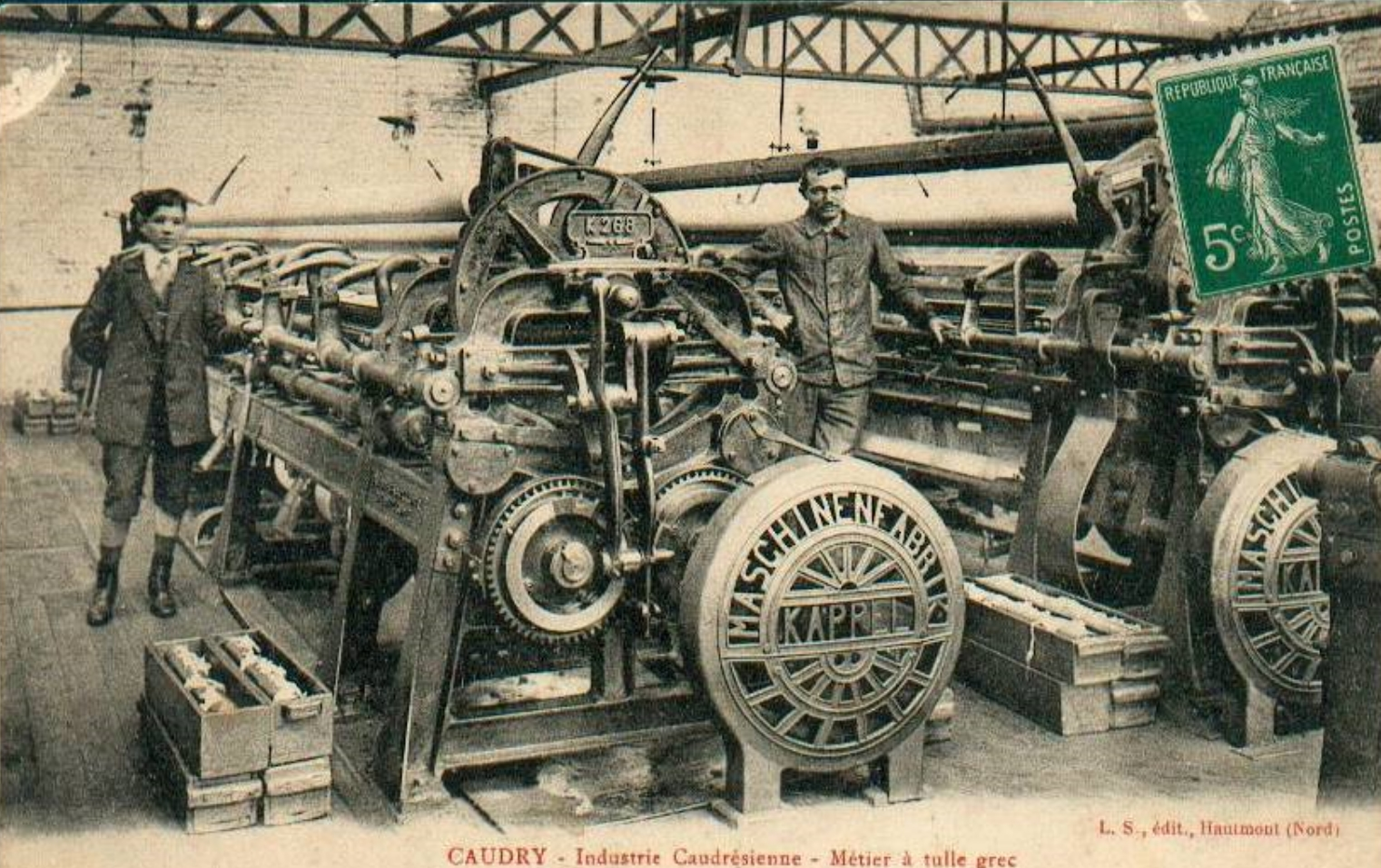
Tüllmaschinen der Maschinenfabrik Kappel in Caudry, Nordfrankreich
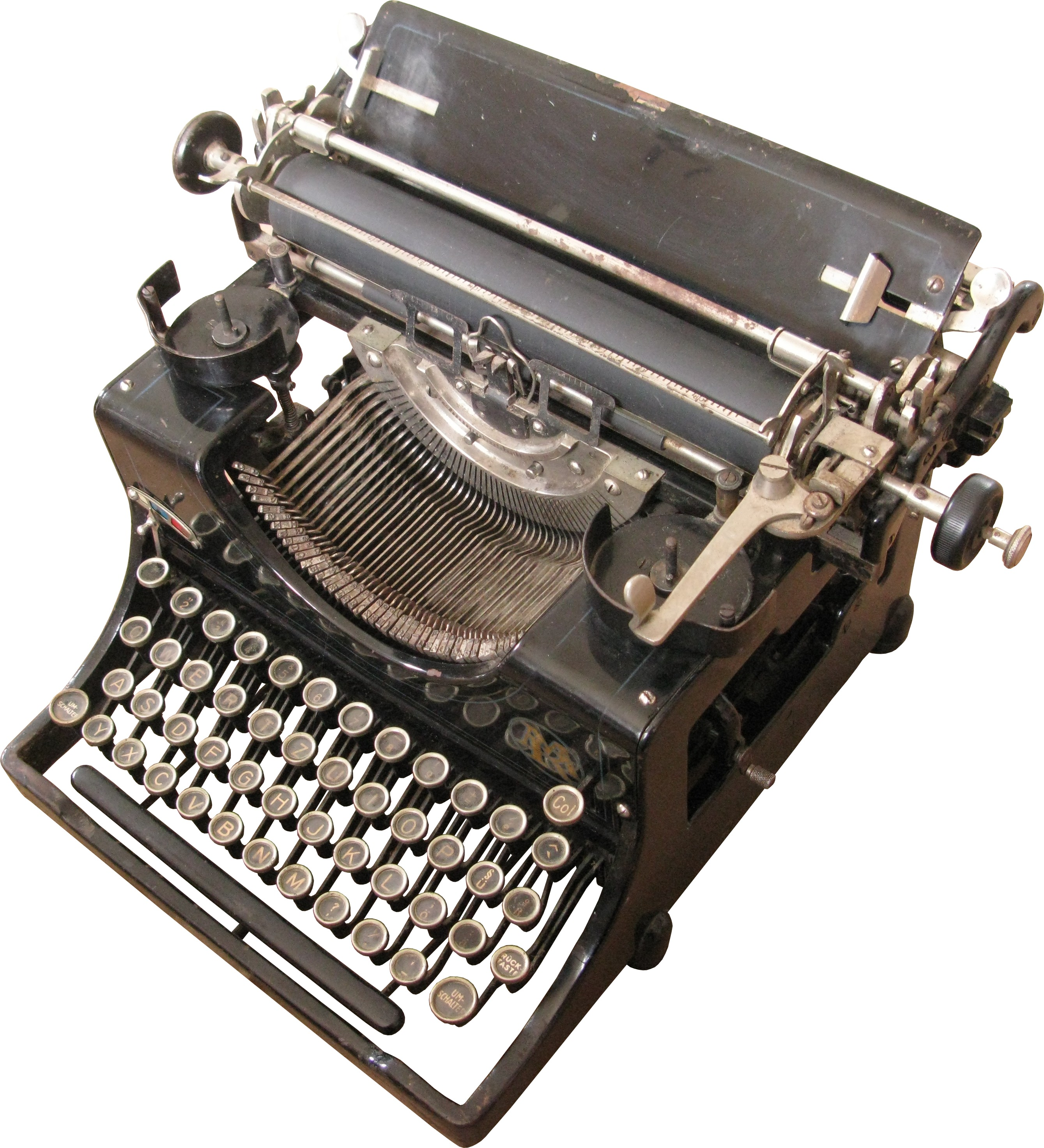
Kappel Modell 2 von 1924
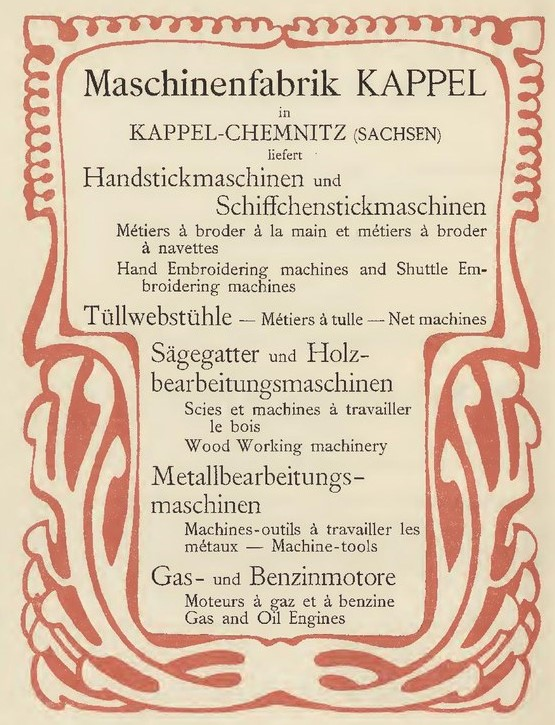
Anzeige im Katalog der Pariser Weltausstellung 1900
Aktie von 1938